# 칠십이각형
칠십이각형(七十二角形)은 변이 72개인 다각형이다. 한 내각의 크기는 175도이고, 한 외각의 크기는 5도이다. 넓이는 18cot+파이/72이다. 이 다각형은 작도가 불가능하나 뉴시스 작도는 가능하다.

칠십이각형